# Neferu I
Neferu I – żona Mentuhotepa I z XI dynastii. Ze swoim mężem miała dwóch synów Intefa I i Intefa II.